# Marissa Ribisi
Marissa Ribisi (17 de diciembre de 1974)  es una actriz estadounidense. Ha aparecido en las películas Dazed and Confused (1993), The Brady Bunch Movie (1995), Pleasantville (1998), True Crime (1999) y Don's Plum (2001) y programas de televisión como Felicity, Friends, Grace Under Fire, Watching Ellie y Tales of the City Es hermana gemela del actor Giovanni Ribisi.

## Biografía
Ribisi nació en Los Ángeles, California. Su madre es Gay Landrum, representante de actores y escritores, y su padre, Albert Anthony Ribisi, teclista de la banda People!. Comenzó a actuar cuando tenía nueve años. Su hermano gemelo, Giovanni, también es actor. Al igual que su hermano, ella es ciencióloga.
Ribisi se casó con el músico y artista discográfico Beck en abril de 2004, poco antes de dar a luz a su hijo, Cosimo Henri. El segundo hijo de la pareja, su hija Tuesday, nació en 2007. El 15 de febrero de 2019, Beck solicitó el divorcio de Ribisi después de casi 15 años de matrimonio. Su divorcio se concretó el 3 de septiembre de 2021.

## Trayectoria
Ribisi apareció por primera vez en televisión en 1988, interpretando a un personaje pelirrojo secundario, posiblemente porque es pelirroja natural, llamado Ginger en "She'll Get Over It", un episodio de My Two Dads. A esto le siguieron apariciones breves similares en Baywatch ("Old Friends" 1990), DEA (1991) y la miniserie Tales of the City (1993), interpretando a una recepcionista.
El primer papel de Ribisi en un largometraje fue en la película Dazed and Confused de 1993. Actuó junto a Matthew McConaughey y Adam Goldberg, quienes entonces eran, como Ribisi, desconocidos. La actriz interpretó a Cynthia, una chica marginada socialmente que corretea con dos forasteros verborreicos (Goldberg y Anthony Rapp).
En 1998, Ribisi coescribió la película Some Girl y la protagonizó junto a Juliette Lewis, Michael Rapaport y Giovanni Ribisi. La película, dirigida por Rory Kelly, relata la historia de unas jóvenes inseguras que buscan relaciones duraderas en Los Ángeles de los años noventa. Ha tenido papeles en las películas True Crime, The Brady Bunch Movie, Pleasantville y Don's Plum. También ha aparecido en programas de televisión como Felicity, Friends, Grace Under Fire y Watching Ellie, así como en la miniserie de televisión Tales of the City.
También apareció en la serie de corta duración Grown Ups de 1999 a 2000. En 2001 interpretó el papel de Dora en la película 100 Girls. En octubre de 2007, Ribisi lanzó una línea de moda, Whitley Kros, con su compañera Sophia Banks.

## Filmografía

### Cine
| Año  | Título                  | Rol          | Notas |
| ---- | ----------------------- | ------------ | ----- |
| 1993 | Dazed and Confused      | Cynthia Dunn |       |
| 1995 | The Brady Bunch Movie   | Holly        |       |
| 1995 | Kicking and Screaming   | Charlotte    |       |
| 1996 | The Size of Watermelons | Lizzie       |       |
| 1996 | Not Again!              | Rita         |       |
| 1997 | Changing Habits         | Erin         |       |
| 1997 | Looking for Lola        | Babs         |       |
| 1997 | Dinner and Driving      | Jenise       |       |
| 1998 | Some Girl               | Angie        |       |
| 1998 | Pleasantville           | Kimmy        |       |
| 1998 | Wild Horses             | Dakota       |       |
| 1999 | True Crime              | Amy Wilson   |       |
| 2000 | 100 Girls               | Dora         |       |
| 2001 | Don's Plum              | Tracy        |       |
| 2001 | According to Spencer    | Wendy        |       |

### Televisión
| Año       | Título                    | Rol              | Notas                                  |
| --------- | ------------------------- | ---------------- | -------------------------------------- |
| 1988      | My Two Dads               | Ginger           | Episodio: "She'll Get Over It"         |
| 1990      | Baywatch                  | Paula            | Episodio: "Old Friends"                |
| 1991      | DEA                       | Wendy            | Episodio: "Zero Sum Game"              |
| 1993      | Tales of the City         | Receptionist     | Episodio: "Episodio #1.4"              |
| 1994      | Grace Under Fire          | Shelley Sullivan | Episodio: "Valentine's Day"            |
| 1994      | Reform School Girl        | Joanie Dubois    | Television film                        |
| 1994      | Rebel Highway             | Joanie Dubois    | Episodio: "Reform School Girl"         |
| 1995      | Cybill                    | Annie            | Episodio: "The Replacements"           |
| 1996      | Encino Woman              | Fiona            | Television film                        |
| 1996      | Friends                   | Betsy            | Episodio: "The One with the Flashback" |
| 1997      | Hollywood Confidential    | Zoey             | Television film                        |
| 1997      | Union Square              | Teresa           | Episodio: "Enjoy Your Haddock"         |
| 1998      | The Patron Saint of Liars | Angie            | Television film                        |
| 1998      | Felicity                  | Astrid           | 2 Episodios                            |
| 1998–1999 | Tracey Takes On...        | Denise / Angie   | 3 Episodios                            |
| 1999–2000 | Grown Ups                 | Shari Hammel     | 22 Episodios                           |
| 2003      | Watching Ellie            | Veronica         | Episodio: "Feud"                       |
| 2021      | On the Verge              | Helen            | 2 Episodios                            |